# Монклар-Лораге
Монкла́р-Лораге́ (фр. Montclar-Lauragais, окс. Montclar de Lauragués) — коммуна во Франции, находится в регионе Юг — Пиренеи. Департамент — Верхняя Гаронна. Входит в состав кантона Вильфранш-де-Лораге. Округ коммуны — Тулуза.
Код INSEE коммуны — 31368.

## География

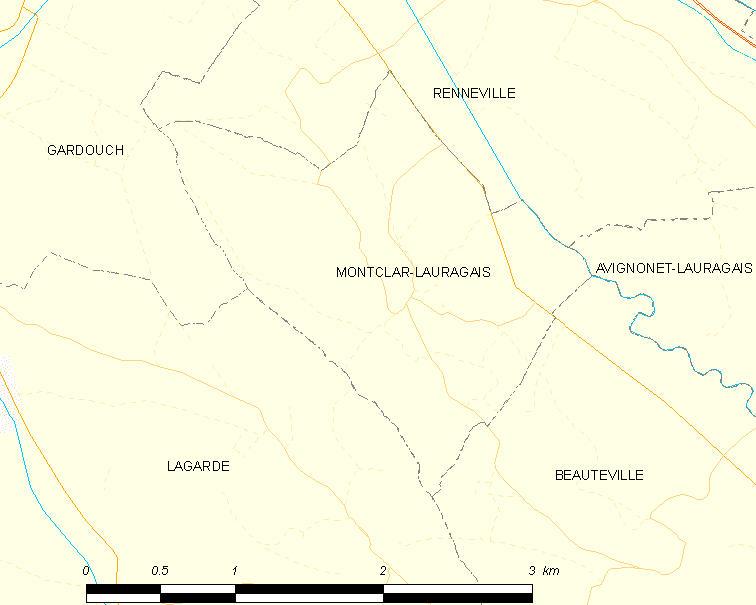
Карта коммуны

Коммуна расположена приблизительно в 620 км к югу от Парижа, в 35 км к юго-востоку от Тулузы.
На северо-востоке коммуны протекает река Эр-Мор.

## Климат
Климат умеренно-океанический. Зима мягкая и снежная, весна характеризуется сильными дождями и грозами, лето сухое и жаркое, осень солнечная. Преобладают сильные юго-восточные и северо-западные ветры.

## Население
Население коммуны на 2010 год составляло 197 человек.
| 1962 | 1968 | 1975 | 1982 | 1990 | 1999 | 2010 |
| ---- | ---- | ---- | ---- | ---- | ---- | ---- |
| 95   | 75   | 85   | 92   | 109  | 139  | 197  |

## Экономика
В 2010 году среди 125 человек трудоспособного возраста (15—64 лет) 105 были экономически активными, 20 — неактивными (показатель активности — 84,0 %, в 1999 году было 69,6 %). Из 105 активных жителей работали 100 человек (52 мужчины и 48 женщин), безработных было 5 (3 мужчин и 2 женщины). Среди 20 неактивных 9 человек были учениками или студентами, 7 — пенсионерами, 4 были неактивными по другим причинам.

## Достопримечательности
- Церковь Св. Илария